# Digital Services Act
Il Digital Services Act (DSA, in italiano Normativa sui servizi digitali, approvato come Regolamento UE 2022/2065) è un regolamento dell'Unione europea per modernizzare e ampliare la Direttiva sul commercio elettronico 2000/31/CE in relazione ai contenuti illegali, alla pubblicità trasparente e alla disinformazione.
Il regolamento si applica a tutti i servizi intermediari di trasmissione o memorizzazione dell'informazione (piattaforme, motori di ricerca, hosting) offerti a destinatari situati in Unione europea.
È stato presentato insieme al Digital Markets Act (DMA) dalla Commissione europea al Parlamento europeo e al Consiglio dell'Unione europea il 15 dicembre 2020. Il DSA è stato preparato dal Commissario europeo per l'agenda digitale Margrethe Vestager e dal Commissario Europeo per il Mercato Interno Thierry Breton, come membri della Commissione von der Leyen I. Il DSA è stato approvato il 19 ottobre 2022. La sua applicazione è fissata a partire dal 17 febbraio 2024.

## Obiettivi del DSA
Ursula von der Leyen ha proposto un "nuovo Digital Services Act", nella sua candidatura del 2019 alla presidenza della Commissione Europea. Lo scopo diretto del DSA è aggiornare il quadro giuridico dell'Unione Europea per i contenuti illegali sugli intermediari, in particolare modernizzando la Direttiva sul commercio elettronico adottata nel 2000. In tal modo, il DSA mira a controllare le diverse legislazioni nazionali nell'Unione Europea emerse a livello nazionale per affrontare i contenuti non graditi. La più importante tra queste leggi è stata la tedesca NetzDG e leggi simili in Austria (Kommunikationsplattformen-Gesetz) e Francia (Loi Avia, dichiarata incostituzionale dalla Corte costituzionale). Con l'adozione del Digital Services Act a livello europeo, tali leggi nazionali sarebbero sovrascritte e dovrebbero essere abrogate.
Di conseguenza, il regolamento rappresenta una legislazione comune in materia di contenuti illegali, pubblicità trasparente e disinformazione.

## Fase preparatoria
Il DSA si basa in gran parte sulla raccomandazione non vincolante 2018/314 della Commissione del 1 marzo 2018 per quanto riguarda i contenuti illegali sulle piattaforme. Tuttavia, va oltre nell'affrontare argomenti come la disinformazione e altri rischi, soprattutto su piattaforme online molto grandi. Nell'ambito della fase preparatoria, la Commissione europea ha avviato una consultazione pubblica sul pacchetto per raccogliere prove tra luglio e settembre 2020. Il 15 dicembre 2020 è stata pubblicata una valutazione d'impatto insieme alla proposta con la relativa base di dati.

## Obblighi per le piattaforme
Il DSA ha lo scopo di migliorare la moderazione dei contenuti sulle piattaforme dei social media per affrontare le preoccupazioni sui contenuti illegali. È organizzato in cinque capitoli, con i capitoli più importanti che regolano l'esenzione dalla responsabilità degli intermediari (Capitolo 2), gli obblighi degli intermediari (Capitolo 3) e il quadro di cooperazione ed esecuzione tra la Commissione e le autorità nazionali (Capitolo 4).
La proposta del DSA mantiene l'attuale regola secondo la quale le società che ospitano dati altrui non sono responsabili del contenuto a meno che non sappiano effettivamente che è illegale, e una volta ottenuta tale conoscenza non agiscono per rimuoverlo. Questa cosiddetta "esenzione dalla responsabilità condizionale" è fondamentalmente diversa dalle ampie immunità concesse agli intermediari in base alla norma equivalente negli Stati Uniti (Sezione 230 CDA).
Oltre alle esenzioni dalla responsabilità, il DSA introduce un'ampia serie di nuovi obblighi sulle piattaforme, compresi alcuni che mirano a rivelare alle autorità di regolamentazione come funzionano i loro algoritmi, mentre altri obblighi richiedono trasparenza su come vengono prese le decisioni di rimozione dei contenuti e sul modo in cui gli inserzionisti personalizzano la pubblicità nei confronti degli utenti.
L'elenco dei nuovi obblighi per le piattaforme include, principalmente:
- obblighi di trasparenza (obbligo di fornire ai ricercatori l'accesso ai dati, trasparenza dei sistemi di suggerimento e di pubblicità mirata, art.i 15, 26, 27, 30, 40)
- meccanismo di segnalazione e azione: i prestatori di servizi predispongono meccanismi per consentire a qualsiasi persona o ente di notificare la presenza di informazioni specifiche che possano costituire contenuti illegali; se le informazioni costituiscono contenuti illegali, vi saranno delle restrizioni che dovranno essere chiaramente e specificatamente motive; le restrizioni potranno essere:

1. eventuali restrizioni alla visibilità di informazioni specifiche fornite dal destinatario del servizio, comprese la rimozione di contenuti, la disabilitazione dell'accesso ai contenuti o la retrocessione dei contenuti;
2. la sospensione, la cessazione o altra limitazione dei pagamenti in denaro;
3. la sospensione o la cessazione totale o parziale della prestazione del servizio;
4. la sospensione o la chiusura dell'account del destinatario del servizio)

- obbligo di informare l'utente della decisione della piattaforma di attuare moderazione del contenuto, motivando e permettendo la contestazione (art. 17)
- obbligo di fornire l'opzione all'utente di non ricevere suggerimenti basati sulla profilazione (art. 27)
- obbligo di chiarezza e rispetto dei diritti fondamentali nei termini di servizio (art. 14)
- obbligo di presenza di un quadro completo di gestione del rischio e relativo audit indipendente.[19]

Alcune delle sue disposizioni si applicano solo alle piattaforme che hanno più di 45 milioni di utenti nell'Unione Europea, ovvero il 10% del totale dei suoi cittadini (sezione 5). Piattaforme come Facebook, la controllata di Google YouTube, X e TikTok raggiungono tale soglia e sono soggette a tutti gli obblighi previsti. Sono invece esentate da alcuni obblighi le microimprese e piccole imprese (art.i 19, 29).
Le aziende che non rispettano i nuovi obblighi rischiano sanzioni fino al 6% sul fatturato annuo.

## Articolo 21 del Digital Services Act
L’articolo 21 del Digital Services Act (Regolamento (UE) 2022/2065) stabilisce un quadro che consente agli utenti delle piattaforme online di risolvere le controversie tramite organismi certificati di risoluzione extragiudiziale delle controversie (REC). La disposizione mira a offrire un’alternativa accessibile ai procedimenti giudiziari per questioni quali la rimozione di contenuti, la sospensione di account o le restrizioni imposte dalle piattaforme.
Il Digital Services Act (DSA), adottato nel 2022, fa parte dello sforzo dell’Unione Europea per modernizzare la regolamentazione dei servizi digitali. L’articolo 21 è collocato nel Capitolo III del Regolamento, che si concentra sulle responsabilità delle piattaforme e sulla protezione degli utenti.
In base all’articolo 21, i fornitori di servizi intermediari, tra cui le piattaforme online molto grandi (VLOPs) e i motori di ricerca online molto grandi (VLOSEs), devono informare gli utenti del loro diritto di sottoporre le controversie a organismi REC certificati. Questo meccanismo integra l’articolo 20, che regola le procedure interne di gestione dei reclami sulle piattaforme.
La certificazione e la supervisione degli organismi REC sono di competenza dei Coordinatori nazionali per i servizi digitali, nominati da ciascuno Stato membro dell’UE. Questi organismi devono soddisfare criteri stabiliti dal Regolamento, tra cui indipendenza, imparzialità, trasparenza, accessibilità ed esperienza rilevante in materia di controversie online.
Gli utenti possono presentare reclami a un organismo REC senza dover prima intraprendere un’azione legale. Sebbene la partecipazione delle piattaforme sia volontaria, è prevista una cooperazione in buona fede. Gli organismi REC emettono raccomandazioni che, pur non essendo legalmente vincolanti, devono essere riconosciute dalle piattaforme.
Questo sistema mira a rafforzare la tutela dei diritti degli utenti e a promuovere la responsabilizzazione delle piattaforme digitali nell’ecosistema europeo.

## Organismi per la risoluzione extragiudiziale delle controversie
L’Articolo 21 del Digital Services Act consente agli utenti di risolvere controversie con le piattaforme online attraverso organismi certificati di risoluzione extragiudiziale delle controversie (ODS). Questi organismi devono rispettare criteri di imparzialità, indipendenza e trasparenza, e vengono designati dai coordinatori nazionali dei servizi digitali nei vari Stati membri dell’UE.
A maggio 2025, risultano certificati i seguenti organismi ODS:
- ADROIT[24] – Unione Europea (valido in tutta l’UE)
- User Rights GmbH[25] – Germania
- Online Platform Vitarendező Tanács[26] – Ungheria
- Appeals Centre Europe (ACE)[27] – Unione Europea (valido in tutta l’UE)
- RTR-GmbH, Fachbereich Medien[28] – Austria
- ADR Center[29] – Unione Europea (valido in tutta l’UE)

Un elenco completo e aggiornato degli organismi ODS è mantenuto dalla Commissione europea.

## Risposta del Parlamento europeo e del Consiglio dell'Unione europea
Il DSA inizialmente era una proposta legislativa che, per diventare legge, richiede l'approvazione del Parlamento europeo e del Consiglio dell'Unione europea, in rappresentanza di tutti i 27 governi degli Stati membri.
Il Parlamento europeo ha nominato la socialista danese Christel Schaldemose relatrice per la legge sui servizi digitali. Il 20 gennaio 2022 il Parlamento ha votato per introdurre emendamenti nella DSA per la pubblicità senza tracciamento e il divieto di utilizzare i dati di un minore per annunci mirati, nonché un nuovo diritto per gli utenti di chiedere il risarcimento dei danni. Sulla scia delle rivelazioni sui file di Facebook e di un'audizione dell'informatrice di Facebook Frances Haugen al Parlamento europeo, il Parlamento europeo ha anche rafforzato le regole sulla lotta alla disinformazione e ai contenuti dannosi, nonché ha richiesto audit con requisiti più severi.
Il Consiglio dell'Unione europea ha adottato la sua posizione il 25 novembre 2021. Le modifiche più significative introdotte dagli Stati membri consistono nell'affidare alla Commissione europea l'applicazione delle nuove regole, sulla scia di accuse e lamentele secondo cui l'Irish Data Protection Watchdog non stava controllando efficacemente le regole di protezione dei dati contro le società di piattaforme dell'unione.
L'accordo è stato raggiunto in sede di trilogo il 23 aprile 2022, è stato approvato definitivamente in data 19 ottobre 2022 ed è entrato in vigore il 16 novembre 2022. La nuova normativa è stata applicata a decorrere dal 17 febbraio 2024.

## Reazioni
Le reazioni dei media alla legge sui servizi digitali sono state generalmente positive. Nel gennaio 2022, il comitato editoriale del Washington Post ha dichiarato che gli Stati Uniti potrebbero imparare da queste regole, mentre l'informatrice Frances Haugen ha affermato che il DSA potrebbe stabilire una "regola d'oro" a livello mondiale. Il giornalista di tecnologia Casey Newton ha affermato che il Digital Services Act plasmerà la politica tecnologica statunitense.
Gli studiosi hanno iniziato ad esaminare criticamente il Digital Services Act. Alcuni accademici hanno espresso preoccupazione per il fatto che il Digital Services Act possa essere troppo rigido e prescritto, eccessivamente concentrato su decisioni individuali sui contenuti o vaghe valutazioni del rischio.
Politici, giornalisti e accademici di tutto il mondo hanno sottoscritto la Dichiarazione di Westminster, in cui hanno espresso preoccupazione per un utilizzo potenzialmente censorio del Digital Service Act, il quale fornirebbe ai social il pretesto legale per silenziare contenuti legittimi, tacciandoli di "disinformazione". In Italia la Dichiarazione è stata firmata, tra gli altri, da Michele Santoro e Alessandro di Battista.
Organizzazioni della società civile come Electronic Frontier Foundation hanno chiesto una protezione della privacy più forte. Human Rights Watch ha accolto favorevolmente la trasparenza e i rimedi degli utenti, ma ha chiesto la fine della sorveglianza e della profilazione abusiva. Amnesty International ha accolto con favore molti aspetti della proposta in termini di equilibrio dei diritti fondamentali, ma ha anche chiesto ulteriori restrizioni alla pubblicità. L'organizzazione di difesa dei diritti Avaaz ha paragonato il DSA all'accordo di Parigi per il cambiamento climatico.
Le aziende tecnologiche hanno ripetutamente criticato il pesante onere delle regole e la presunta mancanza di chiarezza del Digital Services Act, e sono state accusate di fare pressioni per minare alcune delle richieste di più ampia portata dei legislatori, in particolare sui divieti per la pubblicità mirata, con le scuse di alto profilo inviate da Sundar Pichai a Thierry Breton a riguardo dei piani trapelati da Google per fare pressioni contro il Digital Services Act.
Un gruppo bipartisan di senatori statunitensi ha definito discriminatori DSA e DMA, sostenendo che la legislazione "[si concentrerebbe] sui regolamenti di una manciata di società americane senza regolamentare società simili con sede in Europa, Cina, Russia e altrove".
Il DSA è stato per lo più accolto favorevolmente dal settore dei media europei. A causa dell'influenza esercitata dai controllori nella selezione e nel controllo della visibilità di determinati articoli giornalistici rispetto ad altri tramite le loro piattaforme online, la Federazione europea dei giornalisti ha incoraggiato i legislatori dell'UE ad aumentare ulteriormente la trasparenza dei sistemi di raccomandazione delle piattaforme tramite il DSA.